# Виктор Тьомин
Виктор Антонович Тьомин (на руски: Виктор Антонович Тёмин) е съветски фотограф и военен кореспондент.

## Биография
Виктор Тьомин е роден в Царевококшайск, Руската империя (днес Йошкар Ола в Марий Ел, Русия) в семейството на свещеник. Увлича се по фотографията още от ученическите си години в гр. Мензелинск (днес в Татарстан). Първият професионален фотоапарат „Лайка“ му е подарен от съветския писател Максим Горки.
Работи като фотограф във в. „Известия на Татарстанския ЦИК“. През 1930-те години фотографира значими събития като първата съветска експедиция на Северния полюс, полета на Валерий Чкалов, полета на жените летци със самолета „Родина“, корабни експедиции на съветски ледоразбивачи и др.
Участва в необявената война между СССР и Япония (1939) и Съветско-финската война (1939 – 1940). Най-известните му фотографии са от битката при Халкин Гол, езерото „Хасан“ и линията „Манерхайм“.
По време на Отечествената война (1941 – 1945) е военен кореспондент. Снима на множество военни фронтове. Световна известност получава със снимката от борда на самолет „По-2“ от 1 май 1945 г. за в. „Правда“ на Знамето на победата над купола на Райхстага. Снимката е единствена от събитието, препечатана е и обикаля световната преса. След това на борда на американския крайсер „Мисури“ снима акта на капитулацията на Япония. Работи като кореспондент на в. „Правда“ за Нюрнбергския процес.
Тьомин е считан от специалистите за високопрофесионален фотограф. Награден е с Орден „Червена звезда“ (3 пъти) и Орден „Отечествена война“ II и I ст.